# Fotis Kouvelis

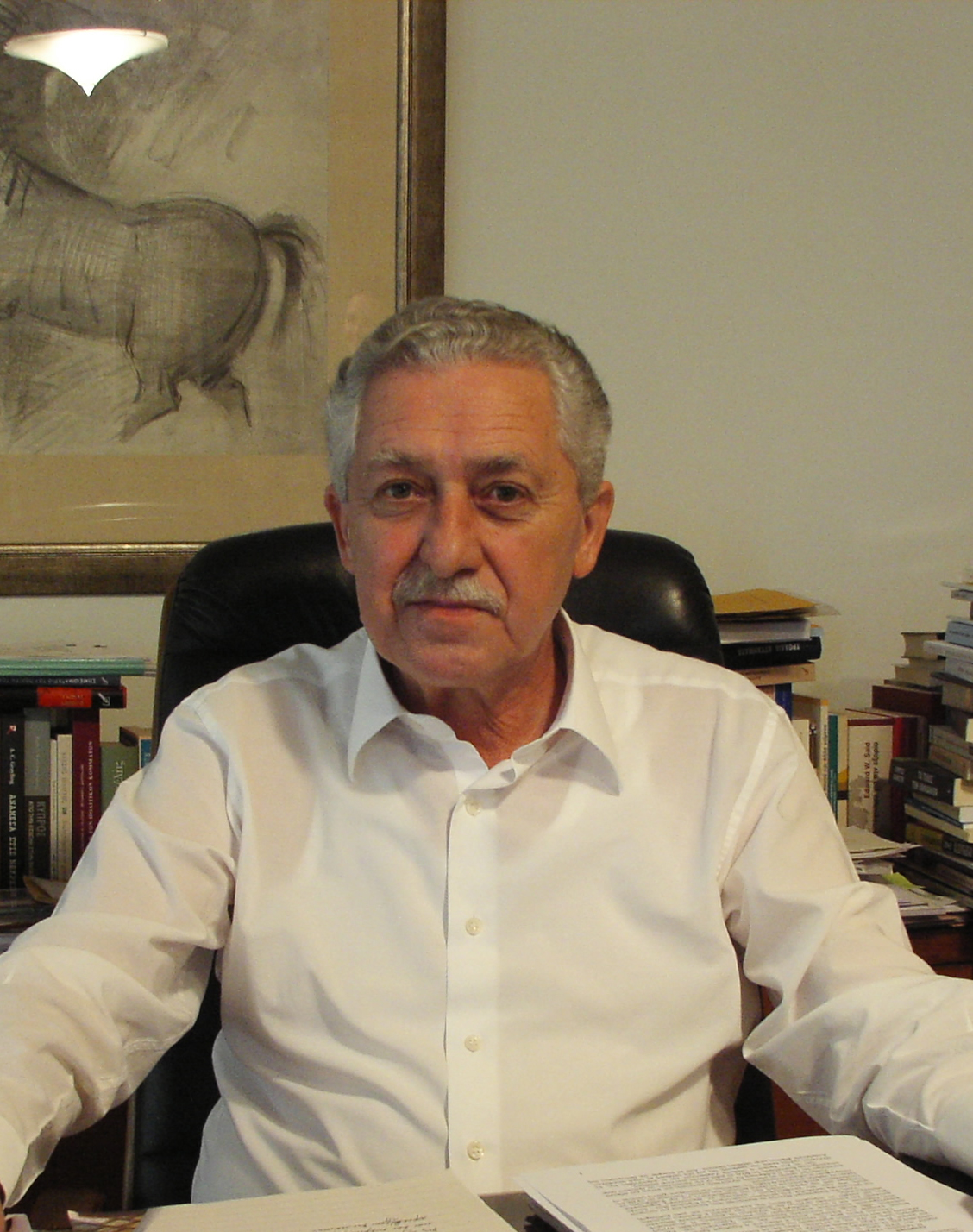
Fotis Kouvelis

Fotis-Fanourios (Fotis) Kouvelis (griechisch Φώτης-Φανούριος (Φώτης) Κουβέλης, * 3. September 1948 in Volos) ist ein griechischer Jurist und Politiker. Er ist Gründer der gemäßigt linken Partei Dimokratiki Aristera (Demokratische Linke).

## Leben
Kouvelis studierte Rechtswissenschaften und Politikwissenschaft an der Universität Athen. Er war als Rechtsanwalt tätig und Präsident der Rechtsanwaltskammer Athen.
Er schloss sich der Lambrakis-Jugend an und war ein Gründungsmitglied der eurokommunistischen „KKE Esoterikou“ ('Inlands-KKE'); deren Zentralkomitee gehörte er bis zum Niedergang der Partei an. Im Jahr 1987 war er an der Gründung der Nachfolgepartei Elliniki Aristera (Griechische Linke) beteiligt und wurde deren Generalsekretär von 1989 bis 1992.
1989 war Kouvelis einige Monate Justizminister in der Regierung von Tzannis Tzannetakis.
Bei den Parlamentswahlen vom November 1989 wurde er auf der Liste des linken Wahlbündnisses Synaspismos zum ersten Mal als Abgeordneter des Wahlbezirks Athen 2 in das Parlament gewählt und bei den Parlamentswahlen 1990 wiedergewählt. Mittlerweile zur Partei umgewandelt, scheiterte Synaspismos bei der Parlamentswahl 1993 an der 3-Prozent-Hürde, bei den Parlamentswahl 1996 und 2000 gelang Kouvelis die Wiederwahl. Ebenso als Kandidat des linken Wahlbündnisses SYRIZA zu den Wahlen 2004, 2007 und 2009. Nach den Wahlen 2009 wurde er parlamentarischer Sprecher des SYRIZA.
Im Februar 2008 kandidierte er für den Vorsitz von Synaspismos, unterlag jedoch Alexis Tsipras.
Im Juni 2010 kündigte Kouvelis als Kopf eines Reform-Flügels den Austritt aus Synaspismos an und verließ die Parlamentsfraktion von SYRIZA. Kurz darauf gründete er eine neue Partei, die Dimokratiki Aristera (Demokratische Linke). Am 10. Juli 2010 wurde er auf dem ersten Parteitag dieser Partei zu deren Vorsitzenden gewählt. Bei den Parlamentswahlen 2009, im Mai 2012 und Juni 2012 erreichte er erneut ein Mandat. Die Partei scheiterte in einem Wahlbündnis mit der grünen Partei Prasini bei der Wahl im Januar 2015 deutlich an der 3-Prozent-Hürde. Auf dem 4. Parteitag im Juni 2015 stand Kouvelis nicht mehr für das Amt des Parteivorsitzenden zur Verfügung. Sein Nachfolger wurde Thanasis Theocharopoulos.